# Saznanja Roberta Nimanija
Saznanja Roberta Nimanija je trinaesta po redu knjiga književnika Perice Jokića, objavljena u izdanju „Alme“ iz Beograda, 2018. godine.

## Struktura knjige
Knjiga Saznanja Roberta Nimanija je zbirka kratkih satiričnih priča. U knjizi ih ima 225. Od tog broja 44 priče su sadržaja do dve rečenice, tačnije 23 priče su ispričane u dvema rečenicama, 18 u jednoj rečenici, a tri priče su bez teksta! Korice i podnaslov knjige (“Baš dobre priče”) kreirao je poznati beogradski satiričar Milan Beštić. Pogovor je napisao aforističar Bojan Rajević (Cetinje). Biografija pisca, osim na zadnjoj strani korica, nalazi se i unutar knjige, proširena i u obliku satirične priče, s naslovom “Laser 007”. U produžetku biografije je faksimil priče u rukopisu Perice Jokića (“Ime”) koja je objavljena u Književnom pregledu (“Alma”, 2017).str.92 39 priča iz ove knjige ušlo je u izbor priča za knjigu Izrazito dobre priče.

## Fikcija ili alter ego
Robert Nimani je više od fikcije. Alter ego Perice Jokića i doslovno je prekoračio granicu koja fikciju deli od realnog sveta velikodušno pozajmivši svoje ime i prezime svom tvorcu. A Perica Jokić, uzevši ime od svog junaka, sa njim se u potpunosti identifikovao. Podelio je sa njim njegov pogled na svet, njegovu začuđenost pred svetom u kom se obreo, kao i njegova saznanja o tom svetu. Otuda su Saznanja Roberta Nimanija saznanja do kojih je mogao da dođe samo neko poput Roberta Nimanija.

## Jevanđelje po Nimaniju
Junaci kratkih priča u ovoj knjizi do saznanja dolaze tako što se prema svakoj predmetnosti u svetu odnose kao da se sa njom prvi put sreću. Zato i saznanja do kojih dolaze, iako nam nisu nepoznata, deluju kao da se prvi put za njih čuje. Kao da je takva namera pripovedača: da se svako saznanje do kojeg je ljudska civilizacija došla iznova preispita i da se saznanja do kojih se tim preispitivanjem dođe predstave kao Jevanđelje po Robertu Nimaniju.

## Logika apsurda
Veoma bitan stvaralački postupak Perice Jokića vezan je za logiku apsurda. Ovde je prisutno oslanjanje na čitaočevu percepciju stvarnosti kojom se pripovedač poigrava i koja mu služi kao motivacija za građenje apsurdnih situacija. Tako, recimo, počinioci zločina prolaze nekažnjeno, jer pisac njihov čin apsorbuje svojim začudnim narativima i daje apsurdnom stanju apsurdna objašnjenja.

## Tematika priča
“Priče Perice Jokića je gotovo nemoguće tematski grupisati jer on od priče do priče piše od „o svemu“ do „o svačemu“. Svaki put mu pođe za rukom da čitaoca iznenadi svježinom sopstvene tematike. Da bi mijenjao tačku gledišta, Jokićev pripovjedni subjekt ne mora da mijenja i svoje prebivalište jer je u stanju da piše bukvalno o svemu što vidi… Perica Jokić voli da pripovijeda o takozvanim odsutnim događajima, tačnije o tome kako do nečega nije došlo. Ako može priča bez priče, može i promocija bez promocije! Štaviše, čini se da je takva jedna promocija dušu dala za čitanje, bolje reći – izvođenje Jokićevih praznih
priča…” (Bojan Rajević)

## Praktičnost kratkih priča
Velika učestalost kratkih priča u knjizi objašnjena je devizom Roberta Nimanija koja glasi: "najgore je kad te smak svijeta prekine u pola rečenice", što čini da se sve ove priče čitaju sa svešću da su nastajale u strahu od nedorečenosti.